# San Isidro Chihuiro
San Isidro Chihuiro är en ort i Mexiko.   Den ligger i kommunen Nejapa de Madero och delstaten Oaxaca, i den sydöstra delen av landet, 500 km sydost om huvudstaden Mexico City. San Isidro Chihuiro ligger 756 meter över havet och antalet invånare är 577.
Terrängen runt San Isidro Chihuiro är huvudsakligen kuperad, men söderut är den bergig. San Isidro Chihuiro ligger nere i en dal. Runt San Isidro Chihuiro är det mycket glesbefolkat, med 7 invånare per kvadratkilometer. San Isidro Chihuiro är det största samhället i trakten. I omgivningarna runt San Isidro Chihuiro växer huvudsakligen savannskog.